# Adesmia boelckeana
Adesmia boelckeana är en ärtväxtart som beskrevs av Arturo Erhardo Erardo Burkart. Adesmia boelckeana ingår i släktet Adesmia och familjen ärtväxter. Inga underarter finns listade i Catalogue of Life.